# Arawaks
Pour le voilier, voir Arawak (ketch).
 (février 2013).
Si vous disposez d'ouvrages ou d'articles de référence ou si vous connaissez des sites web de qualité traitant du thème abordé ici, merci de compléter l'article en donnant les références utiles à sa vérifiabilité et en les liant à la section « Notes et références ».
Les Arawaks (en espagnol : Arahuacos, Aroüagues dans les écrits français du XVIIe siècle) sont des populations des Caraïbes issus de la forêt amazonienne, proches de la culture saladoïde. Le nom d'Arawaks qu'on leur a donné ne désigne pas un peuple en particulier, mais une famille linguistique à laquelle se rattachent de nombreuses populations amérindiennes d'Amazonie, dont les populations Kali'na ou Kalinago.

## Dénominations
Les Arawaks comprennent les ethnies suivantes : 
- les Asháninkas que l’on trouve au Pérou du rio Éné au sommet de la cordillère de Villablanca ;
- les Yanomamis du Brésil et du Venezuela, au corps peint de terre ocre et de cendre[3].

## Histoire

### Populations et cultures

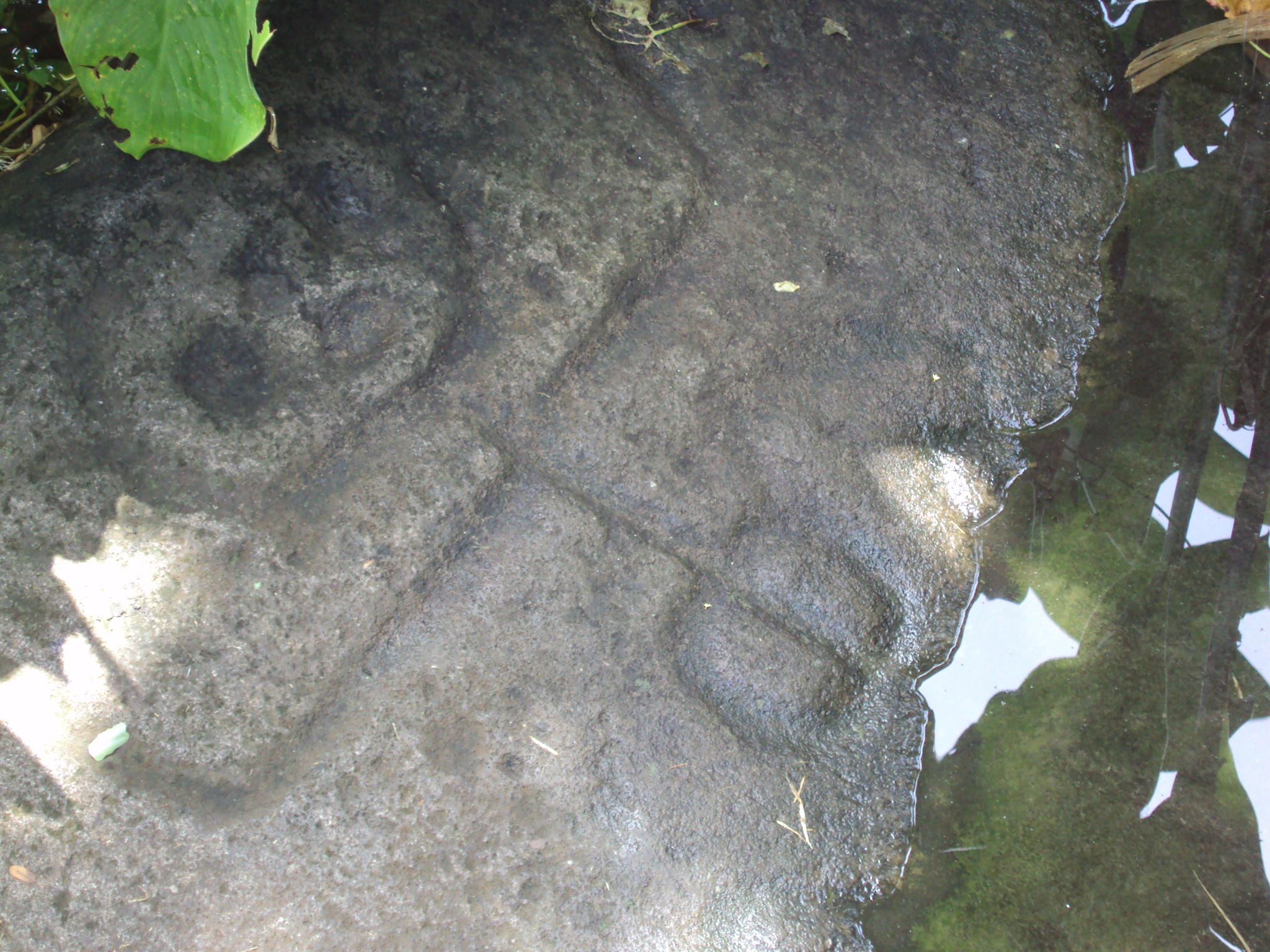
Roche gravée, art Arawak, Guadeloupe.

À la fin du XVe siècle, les Arawaks étaient dispersés en Amazonie, sur toutes les Grandes Antilles, aux Bahamas, en Floride et sur les contreforts des Andes.
Les plus connues des peuplades arawaks sont les Taïnos, qui vivaient principalement sur l'île d'Hispaniola, à Porto Rico et dans la partie orientale de Cuba. Ceux qui peuplaient les Bahamas s'appelaient les Lucayens.
Il s'agit de populations néolithiques pratiquant l'agriculture, la pêche et la cueillette, mais ils produisirent une céramique typique, décorée par la technique de l'adorno et les peintures blanches, noires, ocre. Les populations amérindiennes des Antilles ne connaissaient pas l'écriture.
Dans leur phase la plus récente (800-900 apr. J.-C.) et aux Petites Antilles, les Arawaks se rattachent à la culture suazoïde, du nom du site de Savane Suazey sur l'île de Grenade. Ceux-ci ont été longtemps désignés sous l'appellation de kalinago. Ces populations ne sont pas radicalement différentes des populations saladoïdes.
On dit que les Arawaks avaient un rituel destiné aux animaux qu'ils tuaient : ils s'excusaient et les remerciaient pour leur viande en faisant une prière.

### Rencontre avec les Européens
Les Arawaks seraient les premiers Amérindiens à avoir eu un contact avec les Espagnols du XVe siècle, c’est-à-dire Christophe Colomb et son équipage. Le bateau de Colomb arrivait alors aux Bahamas, l'étrange gros navire attirait la curiosité des Amérindiens, qui, émerveillés, s'en allèrent à la nage à la rencontre des visiteurs. Quand Colomb et ses marins débarquèrent, armés de leurs épées, parlant leur étrange langage, les Arawaks leur apportèrent rapidement de la nourriture, de l'eau, des cadeaux. Plus tard Colomb écrira ceci : « Ils nous apportèrent des perroquets, des ballots de coton, des javelots et bien d'autres choses, qu'ils échangèrent contre des perles de verre et des grelots. Ils échangèrent de bon cœur tout ce qu'ils possédaient. Ils étaient bien bâtis, avec des corps harmonieux et des visages gracieux [...] Ils ne portent pas d'armes - et ne les connaissent d'ailleurs pas, car lorsque je leur ai montré une épée, ils la prirent par la lame et se coupèrent, par ignorance. Ils ne connaissent pas le fer. Leurs javelots sont faits de roseaux. Ils feraient de bons serviteurs. Avec cinquante hommes, on pourrait les asservir tous et leur faire faire tout ce que l'on veut ».
Le navigateur génois, fasciné par ces gens si hospitaliers, écrira plus tard : « Dès que j'arrivai aux Indes, sur la première île que je rencontrai, je m'emparai par la force de quelques indigènes, afin qu'ils apprennent et puissent me donner des renseignements sur tout ce qu'on pouvait trouver dans ces régions ».

### Cannibalisme, esclavage et massacres
Des pratiques cannibales sont cités par les récits espagnols parmi les peuples  qui terrorisaient les Arawaks des grandes Antilles.

Mais les Arawaks d'Hispaniola furent surtout réduits en esclavage par les espagnols. Exploitée, la population de l'île fut réduite de moitié en deux ans (250 000 personnes). En 1515, il ne subsistait plus que 15 000 Indiens. En 1650, tous les Arawaks et leurs descendants avaient disparu.

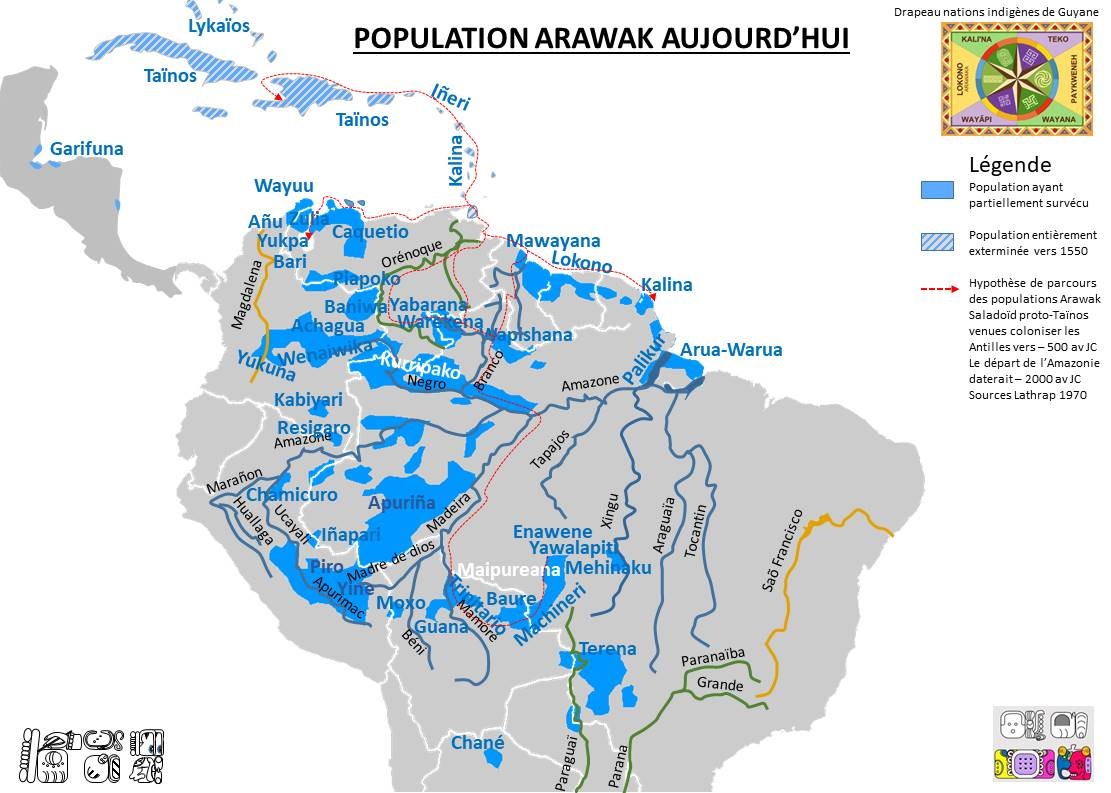
Populations arawaks actuelles.